# Virtua Tennis
Virtua Tennis (Power Smash au Japon) est une série de jeux vidéo de tennis initié en 1999 par Sega sur borne d'arcade.

## Liste des jeux
- Virtua Tennis (1999)
- Virtua Tennis 2 (2001)
- Virtua Tennis: World Tour (2005)
- Virtua Tennis 3 (2007)
- Virtua Tennis 2009 (2009)
- Virtua Tennis 4 (2011)
- Virtua Tennis Challenge (2012)